# آرثر ستابس
آرثر ستابس بالإنجليزية: Arthur Stubbs)‏ هو عسكري نيوزيلندي، ولد في 18 مايو 1904 في أوامرو ‏ في نيوزيلندا، وتوفي في 15 سبتمبر 2008 في تاورانجا في نيوزيلندا.